# DroneAid Collective
DroneAid Collective is een niet-gouvernementele hulporganisatie gevestigd in Nederland. De organisatie brengt Oekraïense veteranen, Nederlandse vrijwilligers en Oekraïense expats samen om drones te bouwen voor Oekraïne.
Deze drones worden gebruikt voor verkenning, bewaking en humanitaire operaties in de context van de Russisch-Oekraïense oorlog.

## Doel
DroneAid Collective richt zich op het leveren van betaalbare dronetechnologie om Oekraïne te ondersteunen. Het combineert technische expertise met grassroots-initiatieven om de productie en het gebruik van drones te optimaliseren. De organisatie bevordert ook internationale samenwerking en solidariteit.

## Activiteiten
De activiteiten van DroneAid omvatten:
- Assemblage van drones met commerciële onderdelen.[2][3]
- Training van vrijwilligers en Oekraïense operators.[1]
- Transport van drones naar Oekraïne.[1]

Op 23 augustus 2024 vond in aanwezigheid van minister van Defensie Ruben Brekelmans een workshop plaats op het ministerie in Den Haag.

## Structuur en impact
De organisatie werkt met een platte hiërarchie en bestaat uit technici, veteranen en vrijwilligers uit Nederland en Oekraïne. Sinds de oprichting heeft DroneAid Collective honderden drones geleverd aan Oekraïne.